# Plocamaphis amerinae
Plocamaphis amerinae är en insektsart som först beskrevs av Hartig 1841.  Plocamaphis amerinae ingår i släktet Plocamaphis och familjen långrörsbladlöss. Arten är reproducerande i Sverige.

## Underarter
Arten delas in i följande underarter:
- P. a. amerinae
- P. a. borealis